# Безпалків Ольга Володимирівна
О́льга Володи́мирівна Безпа́лків (нар. 10 квітня 1946, Полтава) — українська художниця-керамістка. Членкиня Національної спілки художників України з 1982 року.

## Біографія
Ольга Безпалків народилася 10 квітня 1946 року у Полтаві. Навчалася у Львівському училищі прикладного мистецтва імені Івана Труша. Продовжила навчання у Львівському інституті прикладного та декоративного мистецтва, який закінчила у 1971 році, викладач з фаху Іван Томчук. У 1972—1996 роках працює художницею-керамісткою на львівській експериментальній кераміко-скульптурній фабриці. Починаючи з 1996 року асистентка з рисунку у Львівському лісотехнічному інституті. Починаючи з 1975 року бере активну участь у виставках, які проходили в Італії 1977, Польщі 1978, Фінляндії 1983, Угорщині та Німеччині 1983. Персональні виставки відбулися 1988 року у Києві та 1996 року — у Львові.

## Роботи
- Робота «Думи», що складається з керамічних штофів «Ремесла», «Розваги», «Військо» виконаний у кам'яній масі декоровано емалями (1973). Прямокутні площини посудин декоровані рельєфними зображеннями, та підсилені розписом[3][4].
- Штоф «Театральний» (кам'яна маса, емалі, солі; 1974)[5];
- Набір для вина (5 предметів, кам'яна маса, емалі, ангоби, 45×22 см; 1974[5];
- Композиція «Народний театр» (шамот, кам'яна маса, емалі, солі, ліплення; 1974, 1975)[5];
- Декоративна пластика «Чорна кам'яниця», «Будинок Корнякта», «Каплиця Трьох Святителів», «Кривчицька церква», «Бернардинський костел» (усі — кам'яна маса, емалі, 24×24 см; 1975)[5];
- Триптихи «Світанок», «Полудень», «Сутінки» (кам'яна маса, емалі, ліплення, 39×26 см; 1976)[5];
- Композиція «Пегас» ((1977)[6];
- Декоративна пластика «Конфлікт» (1986). Основним об'ємом роботи є дві макітри, які поставлені одна на одну отворами. Верхня трохи зміщена, що зорово порушує рівновагу. На обох макітрах сидять виліплені фігурки собак, що гарчать одна на одну. Порушення рівноваги створює відчуття напруги та неспокою[4][3].
- Декоративна пластика «Пісковий годинник». У роботі художниця підіймає тему людського буття. Людські постаті, що символізують різні етапи життя, розмішені на розширеній частині зрізаного конуса[3].
- Композиція «Круки» виконана у шамоті та декорована солями[3].
- Серія «Макітри» до якої входять роботи «Розпач», «Спроба», «Зусилля»[3].
- Декоративна таріль «Дівчина і море» (1982). У роботі настрій морського пейзажу майстерно передано поєднанням фактури та вміло підібраній кольоровій гамі[3].
- «На свято з піснею» (1982)[4].
- Штоф «Львівський» робота виконана у кам'яній масі та декорована кольоровими емалями (1987)[3].
- Кавовий сервіз (1981). Форми посудин присадкуваті, прості та конструктивні з великими площинами для розпису. Розпис виконано у вільній манері, емаллю по емалі, що надає зображенням м'якості та акварельності. Художниця використала коричневу, темно-зелену жовту та синю барви. Стилізовані зображення рослин, птахів та звірів подані локальним плямами[4].
- Набір посудин для спецій (1982). Посудини мають просту форму — гранчастий прямокутний об'єм, що зливається з дещо опуклою кришкою. Кожен предмет декоровано розписом із зображенням процесу збирання чи обробки спеції, яка повинна у ньому зберігатися[4].
- Сувенірні пласти «Львів» (1973)[4].
- Декоративна таріль «До млина» (1979). Декор виконано розписом. У виконанні композиції прочитуються риси народного примітивізму та умовність у передачі образів<[4].
- Серія декоративних пластів «Квіти», «Риби», «Птахи у клітці» (1975) рік[4].
- Серія декоративних пластів присвячена архітектурі Львова «Чорна кам'яниця», «Будинок Корнякта», «Бернардинський костел» (1975) рік<[4].
- Декоративна таріль «Дорога» (1980). Стилізовані людські постаті простягаються від краю тарілки до її центру, їх перспективне зменшення створює враження нескінченого простору[4].
- Декоративна композиція «Народний театр» (1976). Пластична група складається зі стилізованих фігурок: царя, чорта, ангела — героїв вертепу. Персонажі вирішення за допомогою традиційних за формою керамічні об'ємів. Вушка глечиків вирішені у формі рук, а кришечки — у формі голови[4].
- «Народне мистецтво» (1982), «Весела карусель» (1982). У роботах використовуються прийоми народного гончарства поряд із прийомами ручного ліплення[4].
- Декоративне панно (1985, шамот, емаль, глазур. Клуб в с. Паликорови, Львівська область)[7].
- Композиція «Пастка» (2006). Шамот, авторська техніка[8].